# Xian de Tongshan (Hubei)
Pour les articles homonymes, voir Tongshan.
Le xian de Tongshan (通山县 ; pinyin : Tōngshān Xiàn) est un district administratif de la province du Hubei en Chine. Il est placé sous la juridiction de la ville-préfecture de Xianning.

## Démographie
La population du district était de 418 385 habitants en 1999.